# 霍姆巴赫河 (韋斯特巴赫河支流)
50°7′27.95″N 9°14′22.82″E / 50.1244306°N 9.2396722°E

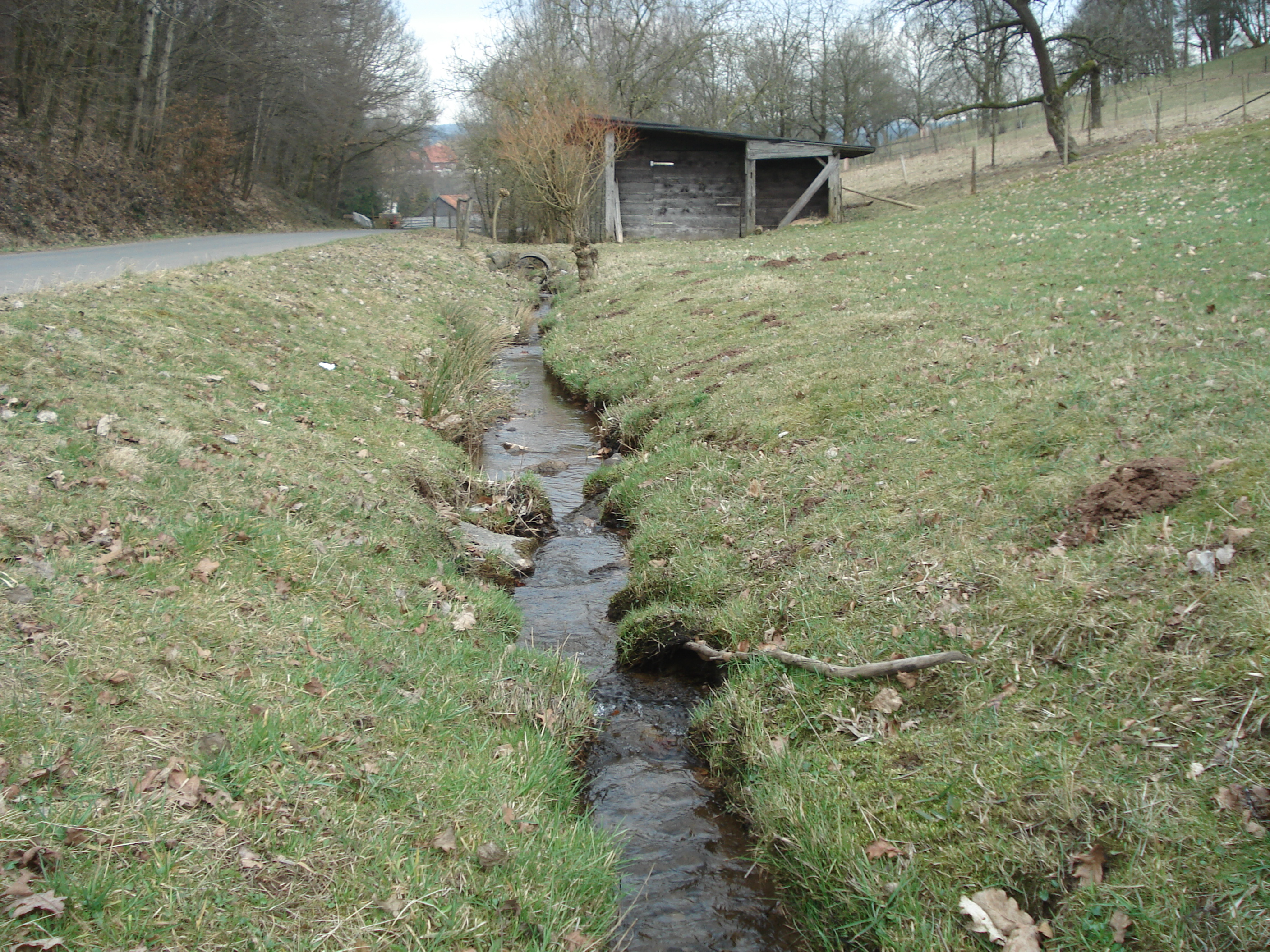

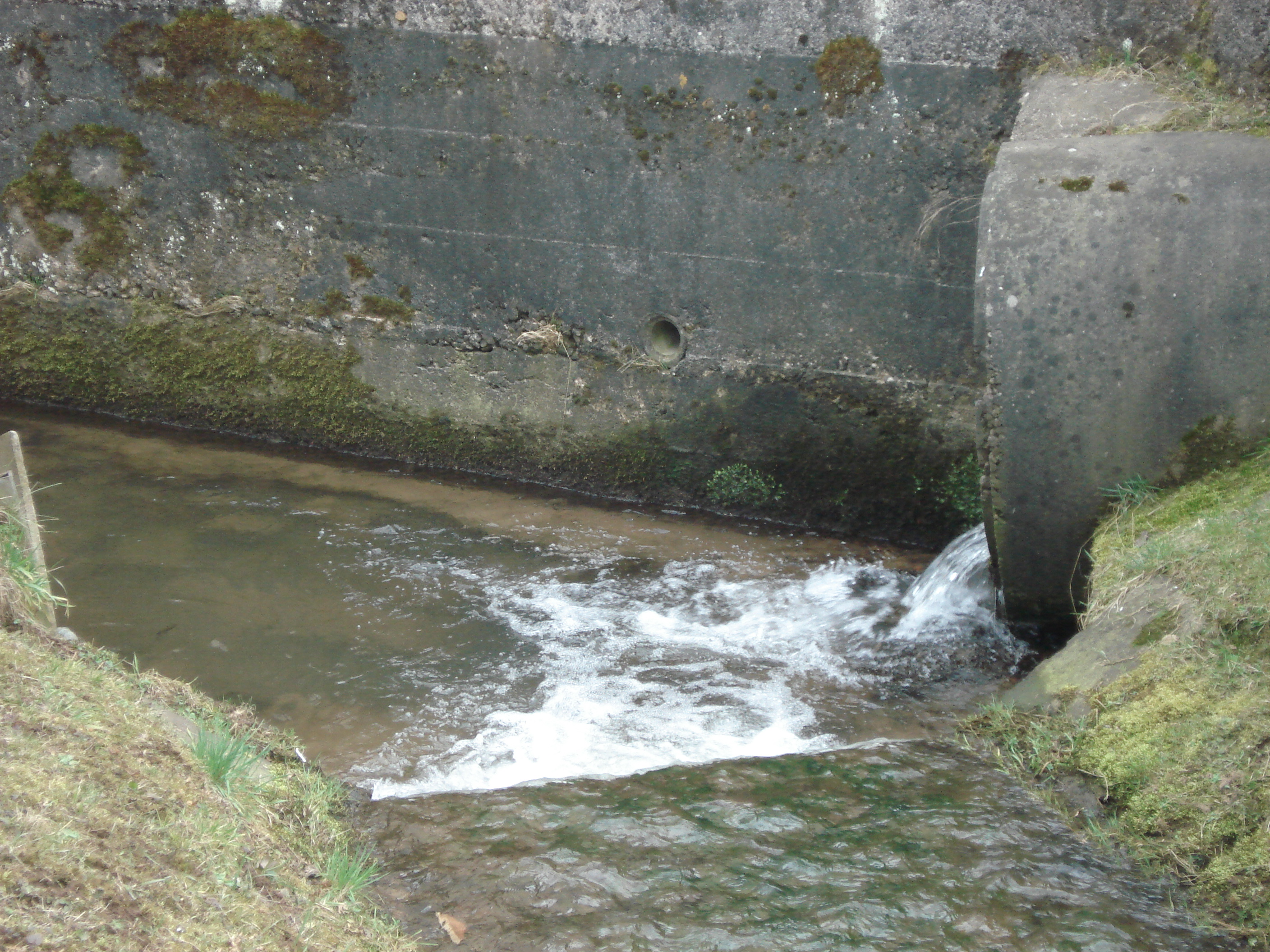

霍姆巴赫河（德語：Hombach），是德國的河流，位於該國東南部，由巴伐利亞負責管轄，屬於韋斯特巴赫河的右支流，河道全長1.8公里，流域面積1.5平方公里。